# ミリ波
ミリ波（ミリは）とは、波長が1 - 10mm、30 - 300GHzの周波数の電波をいう。英語では「extremely high frequency」、略してEHFと呼ばれる。

## 概要
送信するデータの大容量化が可能であり、電波の直進性が高いが、降雨では電波の減衰が発生する。
現在日本においては、60GHzの周波数を無線通信に用いようとしている。また極めて狭い指向性も可能であるので、車載レーダーや今後空港で導入が進むとされている衣服の下を透視する全身スキャナー等に用いられている。
また長野県にある国立天文台野辺山宇宙電波観測所などでは宇宙からやってくるミリ波の観測が行われており、星の誕生やブラックホールの研究において世界的な成果があがっている。
ミリ波帯の伝送線路として、NRDガイドが有名。光ファイバーも伝送媒体として使用される。
鉄道分野では、見通しが得やすいことやトンネル内でも伝送可能で、トンネル内不感対策が不要になるなどの利点がある。現在は列車のワンマン運転時において、プラットホーム上の監視カメラの映像をミリ波の電波で伝送し、車両側のモニター画面で見ることができる車上ITV（車上モニター画面）で使用されている。

## 歴史
1960年代から1970年代にかけて逼迫する長距離中継電話回線のために開発が進められてきた。当時は導波管を使用した伝送が予定されていた。しかし、光ファイバーの実用化により、ミリ波による長距離伝送は実現しなかった。瀬戸大橋には当初はミリ波の導波管を敷設する予定で敷設路が確保されていた。その後、開発は下火になり、1970年代に開発に携わった技術者達は移動体通信に配置転換されていたが、化合物半導体の進歩と周波数帯の枯渇により、再び、脚光を浴びるようになった。2000年代以降はモノリシックマイクロ波集積回路による集積化が進み、車載レーダーや近距離通信や医療関係等の用途に使用されつつある。
2010年代後半よりSiGeよりも低コストなCMOSを使用した回路が生産可能となった。

## 使用例

### 小電力無線局
特定小電力無線局の種別として、ミリ波レーダー用特定小電力無線局が1995年（平成7年）に、ミリ波画像伝送用及びミリ波データ伝送用特定小電力無線局が2000年（平成12年）に制度化された。これらは60.5GHz、76.5GHz及び79.5GHzを使用する。ミリ波画像伝送用及びミリ波データ伝送用特定小電力無線局は2015年（平成27年）に小電力データ通信システムの無線局の一種別とされた。

### WirelessHD
WirelessHDは60 GHz帯を使うAV無線伝送規格である。2009年（平成21年）2月、パナソニックが世界で初めて対応製品を発表した。

### IEEE802.11ad/ay
IEEE 802.11ad/ay（WiGig）は60 GHz帯を用いる無線LANの規格である。TP-LINK Technologies社が世界で初めて家庭向けマルチバンドルーターを発表した。

## アマチュア無線
アマチュア業務に国際電気通信連合（ITU）の無線通信規則（RR）によりISMバンドや他の業務と共用するものを含めて分配された周波数及びこれ以外で他の業務に影響を与えない範囲で各国の主管庁が割り当てた周波数を下表に示す。各国でアマチュア無線にこの表の周波数がすべて割り当てられているという意味ではない。
| バンド                                  | 第1地域 アフリカ・ヨーロッパ | 第2地域 北アメリカ・南アメリカ・ハワイ | 第3地域 アジア・オセアニア（ハワイは除く） |
| --------------------------------------- | ---------------------------- | -------------------------------------- | ------------------------------------------ |
| 6mm                                     | 47 - 47.2GHz                 | 47 - 47.2GHz                           | 47 - 47.2GHz                               |
| 4mm                                     | 75.5 - 81.5GHz               | 76 - 81.5GHz                           | 76 - 81.5GHz                               |
| 2.5mm                                   | 122.25 - 123GHz              | 122.25 - 123GHz                        | 122.25 - 123GHz                            |
| 2mm                                     | 134 - 141GHz                 | 134 - 141GHz                           | 134 - 141GHz                               |
| 1mm                                     | 241 - 250GHz                 | 241 - 250GHz                           | 241 - 250GHz                               |
| ■75.5 - 76GHzはRRによる分配によらない。 |                              |                                        |                                            |

日本での割当てはアマチュア無線の周波数帯を参照。

## レーダー
広帯域を確保できるので分解能の高いレーダーを実現できる。

## ミリ波イメージャー
ミリ波で画像を形成する装置が開発される。